# Entstellung (Urheberrecht)
Die Entstellung bezeichnet im Urheberrecht eine besonders schwerwiegende Beeinträchtigung eines Werkes. In vielen Urheberrechtsgesetzen – unter anderem dem deutschen, dem österreichischen und dem schweizerischen – ist ausdrücklich geregelt, dass Entstellungen unzulässig sind. Der Schutz vor Entstellung bildet allgemein den Kernbestandteil des Urheberpersönlichkeitsrechts.

## Rechtslage in Deutschland

### Überblick
Nach § 14 des Urheberrechtsgesetzes (UrhG) hat der Urheber „das Recht, eine Entstellung oder eine andere Beeinträchtigung seines Werkes zu verbieten, die geeignet ist, seine berechtigten geistigen oder persönlichen Interessen am Werk zu gefährden“. Laut Rechtsprechung des Bundesgerichtshofs ist eine Entstellung eine „negativ bewertete Beeinträchtigung etwa durch Verschlechterung, Verzerrung oder Verfälschung des Werks“. § 14 UrhG schützt nicht nur vor Entstellungen im engeren Sinn, sondern auch vor „andere[n] Beeinträchtigung[en]“, worunter Eingriffe „in den vom Urheber geschaffenen geistig-ästhetischen Gesamteindruck“ fallen. Bei der Prüfung, ob eine Entstellung oder andere Beeinträchtigung geeignet ist, die berechtigten geistigen oder persönlichen Interessen am Werk zu gefährden, ist eine umfassende Abwägung des Integritätsinteresses des Urhebers mit dem Interesse des Verursachers der Beeinträchtigung vorzunehmen.
Zu den „anderen Beeinträchtigungen“ zählt die Rechtsprechung auch die Vernichtung des Werkoriginals. Diese Auffassung wird von Teilen der Wissenschaft kritisiert. Der Bundesgerichtshof begründet seine Auffassung damit, dass die Vernichtung „das Fortwirken des Werks (als Ausdruck der Persönlichkeit seines Schöpfers) vereiteln oder erschweren“ könne; hierdurch werde „das geistige Band zwischen dem Urheber und seinem Werk durchschnitten“. Auch in Fällen der Vernichtung ist eine umfassende Interessenabwägung zwischen Urheber- und Eigentümerinteresse vorzunehmen: Ein Verstoß gegen § 14 UrhG liegt erst vor, wenn die berechtigten geistigen oder persönlichen Interessen des Urhebers das Interesse des Eigentümers überwiegen. Diesbezüglich hat der Bundesgerichtshof betont, dass bei Werken der Baukunst sowie bei mit Bauwerken unlösbar verbundenen Kunstwerken „die Interessen des Eigentümers an einer anderweitigen Nutzung oder Bebauung des Grundstücks oder Gebäudes den Interessen des Urhebers am Erhalt des Werks in der Regel vorgehen, sofern sich aus den Umständen des Einzelfalls nichts anderes ergibt“.
Ein Verstoß gegen § 14 UrhG setzt keinen Substanzeingriff voraus. Eine verbotene Entstellung (bzw. andere Beeinträchtigung) kann somit auch durch die bloße Änderung des Sachzusammenhangs erfolgen, so etwa wenn ein (unveränderter) Text in einen herabwürdigenden Kontext gestellt wird.

### Einzelfälle
Bei Sprachwerken kann eine Entstellung beispielsweise darin liegen, dass der Text erheblich gekürzt wird (wie zum Beispiel im Rahmen einer Bühnenaufführung) oder in einen vom Autor nicht gewählten Stil umgeschrieben wird. Auch Weglassungen in einem Interview können die Gesamtaussage des Interviewten verfälschen und so gegen das Entstellverbot verstoßen. Eine verbotene Entstellung von Werken der bildenden Künste wurde in dem Vertrieb von Kunstdrucken von Werken Friedensreich Hundertwassers in von Dritten bemalten Rahmen gesehen, da der unbefangene Betrachter die Rahmen möglicherweise ebenfalls als Werk Hundertwassers ansehen könnte.
Bei Werken der Baukunst kann das Entstellverbot dann verletzt sein, wenn ein Bauwerk teilweise vernichtet wird und der verbliebene Werkrest noch an das vollständige Werk erinnert, wie etwa beim Abriss eines Kirchenschiffs, das Teil einer größeren Kirchenanlage ist. Häufig sind in der Praxis Fälle, in denen bei der Bauausführung von den Entwürfen des Architekten abgewichen wird. So sah das Landgericht Berlin eine Entstellung darin, dass die Deutsche Bahn anstelle der von den Architekten des Berliner Hauptbahnhofs eigentlich geplanten Kreuzgewölbedecke im Untergeschoss aus Kostengründen eine Flachdecke (nach dem Entwurf eines anderen Architekten) einbauen ließ. Entstellungen ohne Substanzeingriff sind auch im Bereich der Baukunst möglich: Ein Brunnen in der Cafeteria eines Krankenhauses wurde nach Ansicht des Oberlandesgerichts Hamm etwa dadurch entstellt, dass die unmittelbare Umgebung des Brunnens (unter anderem durch das Verlegen eines Parkettbodens und Beseitigen der früher vorhandenen Vertiefung) verändert wurde. Durch diese Umbaumaßnahmen sei „das Zusammenspiel von abgesenktem Umfeld und aufstrebendem Brunnen erheblich gestört“ worden.
Werke der Musik können potenziell entstellt werden, indem man sie verändert, zerstückelt oder mit anderen Werken kombiniert. Der Bundesgerichtshof sah beispielsweise die Verwendung eines (nicht zu diesem Zweck geschaffenen) Musikwerks als Handy-Klingelton als verbotene Entstellung an, weil bei der Verwendung als Klingelton das Werk nicht als „sinnlich-klangliches Erlebnis“, sondern als störender Signalton wahrgenommen werde; zudem werde der Spannungsbogen der Komposition durch die Annahme des Gesprächs zerstört. Das Oberlandesgericht Frankfurt am Main sah in der Nutzung von Songs der Oi!-Band SpringtOifel im Rahmen einer Kompilation eine unzulässige „andere Beeinträchtigung“, weil der Tonträger auch Titel von eindeutig neofaschistischen Musikgruppen enthielt und dadurch der Eindruck einer Zugehörigkeit zu Musikgruppen mit rechtsradikalem Gedankengut erweckt werde. Auch das Abspielen von Musik der Musikgruppe Höhner auf einer Wahlkampfveranstaltung der rechtsextremene Partei NPD begründete laut Rechtsprechung einen Verstoß gegen § 14 UrhG.

### Einschränkung bei Filmwerken
Nur eingeschränkt gilt der Entstellungsschutz für Urheber von Filmwerken. Diese können gemäß § 93 Abs. 1 S. 1 UrhG hinsichtlich der Herstellung und Verwertung des Filmwerkes nur gröbliche Entstellungen oder andere gröbliche Beeinträchtigungen ihrer Werke oder Leistungen verbieten. „Gröblich“ bedeutet, dass die Entstellung bzw. andere Beeinträchtigung besonders stark gegen die berechtigten Interessen des Urhebers bzw. Leistungsschutzberechtigten verstößt. Hingegen hat der Filmhersteller das Recht, jede Entstellung oder Kürzung des Bildträgers oder Bild- und Tonträgers zu verbieten, die geeignet ist, seine berechtigten Interessen an diesem zu gefährden (§ 94 Abs. 1 S. 2 UrhG). 

### Rechtsfolgen
Wer ein fremdes Werk entstellt, kann vom Urheber – gegebenenfalls auch bereits vorbeugend – auf Unterlassung in Anspruch genommen werden. Ist die Entstellung schon eingetreten, kann der Urheber die Beseitigung der Rechtsverletzung bzw. die Vernichtung des entstellten Werkes oder Vervielfältigungsstücks verlangen. Bei einem Bauwerk kann dies auch der Abriss bzw. Teilabriss eines Gebäudes bedeuten. Hierbei ist jedoch eine Prüfung der Verhältnismäßigkeit vorzunehmen. Der vorsätzliche oder fahrlässige Verstoß gegen das Entstellverbot begründet nach der Rechtsprechung des Bundesgerichtshofs zudem eine Pflicht zum Schadensersatz, sofern denn – was nicht immer der Fall ist – ein Vermögensschaden entstanden ist (§ 97 Abs. 2 S. 1 UrhG). Daneben kommt ein Anspruch auf Schmerzensgeld zur Entschädigung des immateriellen Schadens in Betracht (§ 97 Abs. 2 S. 4 UrhG).